# Konstantínos Kóllias
Konstantínos Kóllias (em grego: Κωνσταντίνος Κόλλιας; 1901 — 1998) foi um político da Grécia. Ocupou o cargo de primeiro-ministro da Grécia entre 21 de Abril de 1967 a 13 de Dezembro de 1967.